# Kiviak
Kiviak (též kiviaq) je tradiční zimní pokrm grónských Inuitů, jehož základ tvoří alkouni malí (Alle alle) několik měsíců vyfermentovaní v tulení kůži. Toto jídlo je stále konzumováno v severozápadním Grónsku v oblasti Thule. 
Alkouni malí se nejdříve pochytají, k čemuž dochází na jaře v alkouních koloniích. K chytání slouží sítě na dlouhé tyči připomínající sítě na motýly. V minulosti byla tato síť vyráběna z tulení kůže a konstrukce byla vytvořena z naplaveného dříví a narvalích klů. Chytání alkounů se účastní celá místní komunita včetně žen a dětí, kteří jsou jinak z většiny ostatních lovných výprav vyloučeni. Jedná se o poměrně nebezpečnou aktivitu, protože alkouni malí hnízdí na strmých skalnatých svazích, kde hrozí pád ze srázu a sesuvy kamení.
Alkouni se po odchytu usmrtí a nijak neupravení (tzn. i s peřím, vnitřnostmi a zobáky) se uloží do čerstvé tulení kůže (např. z tuleně kroužkovaného), na které byl ponechán podkožní tuk. Alkouni jsou do tulení kůže naskládáni hodně natěsno, aby se minimalizovalo množství přítomného vzduchu, takže do jedné kůže z tuleně se může vecpat i 400–500 alkounů. Tulení kůže se poté zašije. Tato gastronomická rarita se poté uloží na pečlivě vybranou lokaci s ideálním sklonem zeminy a množstvím slunečního světla, aby pokrm v následujících měsících nebyl moc studený a nezmrzl, ale ani moc teplý a neshnil. Na kiviak se poté naskládají kameny, aby se k němu nedostali predátoři jako liška polární. Pokrm poté v chladném prostředí postupně fermentuje po 3–6 měsíců, načež se vyhrabe a sní. Výrazná chuť fermentovaných alkounů byla přirovnána k chuti výrazného sýru s lékořicí. Přesný způsob přípravy se může místně lišit a některé rodiny používají stejné kamenné skrýše pro fermentování kiviaku po generace.
Podle archeologických záznamů dochází v Grónsku k využívání alkounů malých na maso již nejméně po tisíc let. Odhaduje se, že v 90. letech 20. století bylo v Grónsku každoročně odchytnuto kolem 60 000 alkounů malých. I když se většina alkounů malých v moderních dobách uvaří a sní krátce po odchytu, část ptáků je stále ponechávána pro tradiční kiviak, který se konzumuje v zimních měsících při různých slavnostech, jako jsou svatby nebo svátky.